# Harry Miller
Harold Simon „Harry“ Miller (* 21. April 1941 in Kapstadt, Südafrika; † 16. Dezember 1983 in den Niederlanden) war ein südafrikanischer Jazzmusiker (Bassist, Cellist, Bandleader und auch Komponist).

## Werdegang
Miller begann während seines Ingenieurstudiums Kontrabass zu spielen. Gemeinsam mit seinem Schulfreund Manfred Mann spielte er in der ersten südafrikanischen Rock-’n’-Roll-Band The Vikings, die mit ihren zwei LPs auch in die Charts gelangte. Mit Mann ging er 1961 nach Großbritannien. Miller setzte seine Studien fort, näherte sich – anders als Mann – der Jazzszene und nahm gelegentlich an Mainstream Sessions teil. Nach zwei Jahren als Schiffsmusiker, wo er auch die New Yorker Free-Jazz-Szene kennenlernte, kehrte er nach London zurück und wurde bald Teil der an freier Musik interessierten Musiker-Szene um John Stevens. Zu dieser Zeit war er als Bassist bei Mike Westbrook engagiert und war auch Mitglied der Gruppen von John Surman. 1969 war er Mitglied des auf dem Montreux Jazz Festival ausgezeichneten Quintetts Alan Skidmore: Kurz darauf war er Teil des Bandprojekts Centipede und spielte mit Louis Moholo im Trio von Mike Osborne (bis 1974). Etwas später stieß er zu den Gruppen von Chris McGregor, insbesondere seiner Brotherhood of Breath, arbeitete aber auch mit King Crimson (Islands, 1971) und Arman Ratip (The Spy from Istanbul, 1973).
Nach Barre Phillips war Miller der zweite Jazzbassist, der ein Soloalbum aufnahm (Children at Play). Er hatte seine eigene Band Isipingo und spielte mit deren Mitgliedern wie Keith Tippett oder Louis Moholo, aber auch mit Stan Tracey und mit Elton Deans All-Star Band Ninesense.
Gemeinsam mit seiner Frau Hazel Miller gründete er die Plattenfirma Ogun und half die Lambeth New Music Society auf die Beine zu stellen, die unter anderem dienstäglich den Grass Roots Club betrieb. Nachdem ihn bereits 1977 Leo Cuypers neben Willem Breuker und Arjen Gorter zur Aufführung seiner Zeeland Suite verpflichtete, arbeitete er aufgrund der damals in Britannien schlechten wirtschaftlichen Möglichkeiten seit 1978 von den Niederlanden aus. Er spielte im Quintett von Willem van Manen und Herbert de Jonge, in der Band von J. C. Tans, aber auch in einem sehr energetischen Trio mit Peter Brötzmann und Moholo sowie im Duo mit Radu Malfatti und gründete sein eigenes Sextett (mit Trevor Watts und Willem Breuker), später dann sein Quintett (mit Sean Bergin, Wolter Wierbos und Han Bennink). Miller gehörte seit 1979 zur Springband von van Manen. Zu hören ist er auch auf Louis Moholos Album Spirits Rejoice! (1978).
1983 verunglückte er tödlich mit dem Transporter des Orchesters bei einem starken Sturm bei Baarle-Nassau.

## Diskographie
- Children At Play (1974)
- Harry Miller’s Isipingo: Which Way Now (1975)
- Harry Miller’s Isipingo: Family Affair (1977)
- Full Steam ahead (Reel Recordings, rec. 1975–77, ed. 2009)
- Harry Miller 1941–1983: The collection (3 CDs, 1972–1983)

## Lexigraphische Einträge
- Ian Carr, Digby Fairweather, Brian Priestley: Rough Guide Jazz. Der ultimative Führer zur Jazzmusik. 1700 Künstler und Bands von den Anfängen bis heute. Metzler, Stuttgart/Weimar 1999, ISBN 3-476-01584-X.
- Wolf Kampmann (Hrsg.), unter Mitarbeit von Ekkehard Jost: Reclams Jazzlexikon. Reclam, Stuttgart 2003, ISBN 3-15-010528-5.